# Arklow
Arklow (del nòrdic antic Arnkell-lág "la devasa d'Arnkell"; en gaèlic irlandès An tInbhear Mór o "el gran estuari") és una vila d'Irlanda als marges del riu Avoca, al comtat de Wicklow, a la província de Leinster.

## Història
El nom de la vila en anglès deriva d'Arnkell's Lág (Arnkell fou un líder viking; un "lág" era una unitat de terra). El nom irlandès, Inbhear Mór o An tInbhear Mór, vol dir el gran estuari. També és conegut en irlandès com Inbhear Dé, pel nom antic del riu riu Avoca, Abhainn Dé. Històricament ha estat una ciutat costanera important, tant en el sector del transport marítim com de la pesca, amb la construcció naval com una indústria important. La ciutat té una llarga història industrial. Fou fundada pels vikings en el segle IX.
Amb l'arribada dels anglonormands el seu líder Theobald Walter, avantpassat del comte d'Ormond, va rebre la ciutat i el castell d'Arklow del rei Enric II. En 1264 els Dominics van rebre també possessions de terra en què avui es coneix com a Abbeylands, on hi construïren una abadia, coneguda avui da com a Priorat de la Veritable Creu o Holy Cross.
Algun temps després de 1416 el feu d'Arklow va caure sota el control dels reis MacMurrough de Leinster, probablement després de la mort del 4t Comte d'Ormond en 1452. En 1525 Muiris Kavanagh (McMurrough, Rei de Leinster 1522-31) returnà les terres i el castell d'Arklow al seu nebot Piers Butler, comte d'Ormond.
Durant les Guerres dels Ters Regnes en setembre de 1649 Oliver Cromwell arribà a Arklow en el seu camí cap a Wexford i va rendir la ciutat. En 1714 James, Duc d'Ormonde, va vendre les possessions d'Arklow s John Allen fr Stillorgan, Comte de Dublín. En 1750 la neta més gran d'Allen, Elizabeth Allen, es casà amb John Proby qui fou ennoblit en 1752 com a Baró de Carysfort del comtat de Wicklow, i va prendre possessió d'Arklow.
El 9 de junt de 1798 la ciutat fou protagonista d'una de les més sagnants batalles de la rebel·lió irlandesa de 1798 quan una gran força de rebels de Wexford atacà la ciutat en l'intent d'aixecar Dublín però foren rebutjats per les tropes angleses després d'una gran matança.

## Educació
A Arklow hi ha vuit escoles primàries nacionals, inclosa una Gaelscoil.
També hi ha quatres escoles secundàries, que són el St. Mary's College, St.Kevin's C.B.S., Arklow Community College i Gaelcholáiste na Mara.

## Agermanaments
- Châteaudun

## Personatges il·lustres
- Garrett Byrne, diputat nacionalista (1829–1897).
- Ron Delany, medalla d'or a les Jocs Olímpics d'Estiu de 1956 en atletisme 1500 m.
- Róisín Murphy, cantant.